# Noyelles-sous-Lens
Pour les articles homonymes, voir Noyelles et Lens.
Noyelles-sous-Lens est une commune française située dans le département du Pas-de-Calais en région Hauts-de-France. La commune est membre de la communauté d'agglomération de Lens-Liévin.
En 1928, la Compagnie des mines de Courrières y ouvre sa fosse no 23, qui ferme ses portes quarante ans plus tard.

## Géographie

### Localisation
Localisée dans l'est du département du Pas-de-Calais, Noyelles-sous-Lens est une commune située, à vol d'oiseau, à 4 km à l'est de la commune de Lens (aire d'attraction et chef-lieu d'arrondissement).
La commune possède au nord-est un corridor géographique limitrophe des communes d'Harnes et de Fouquières-lès-Lens. Le territoire de la commune est limitrophe de ceux de quatre communes.
Les communes limitrophes sont Fouquières-lès-Lens, Harnes, Loison-sous-Lens et Sallaumines.

### Géologie et relief
La superficie de la commune est de 3,72 km2 ; son altitude varie de 23  à   43 mètres.

### Hydrographie
La commune, située dans le bassin Artois-Picardie, est, selon le Service d'administration nationale des données et référentiels sur l'eau (Sandre), traversée par le canal de Lens, d'une longueur de 9,41 km, qui prend sa source dans la commune de Lens et se jette dans le canal de la Deûle au niveau de la commune de Courrières.

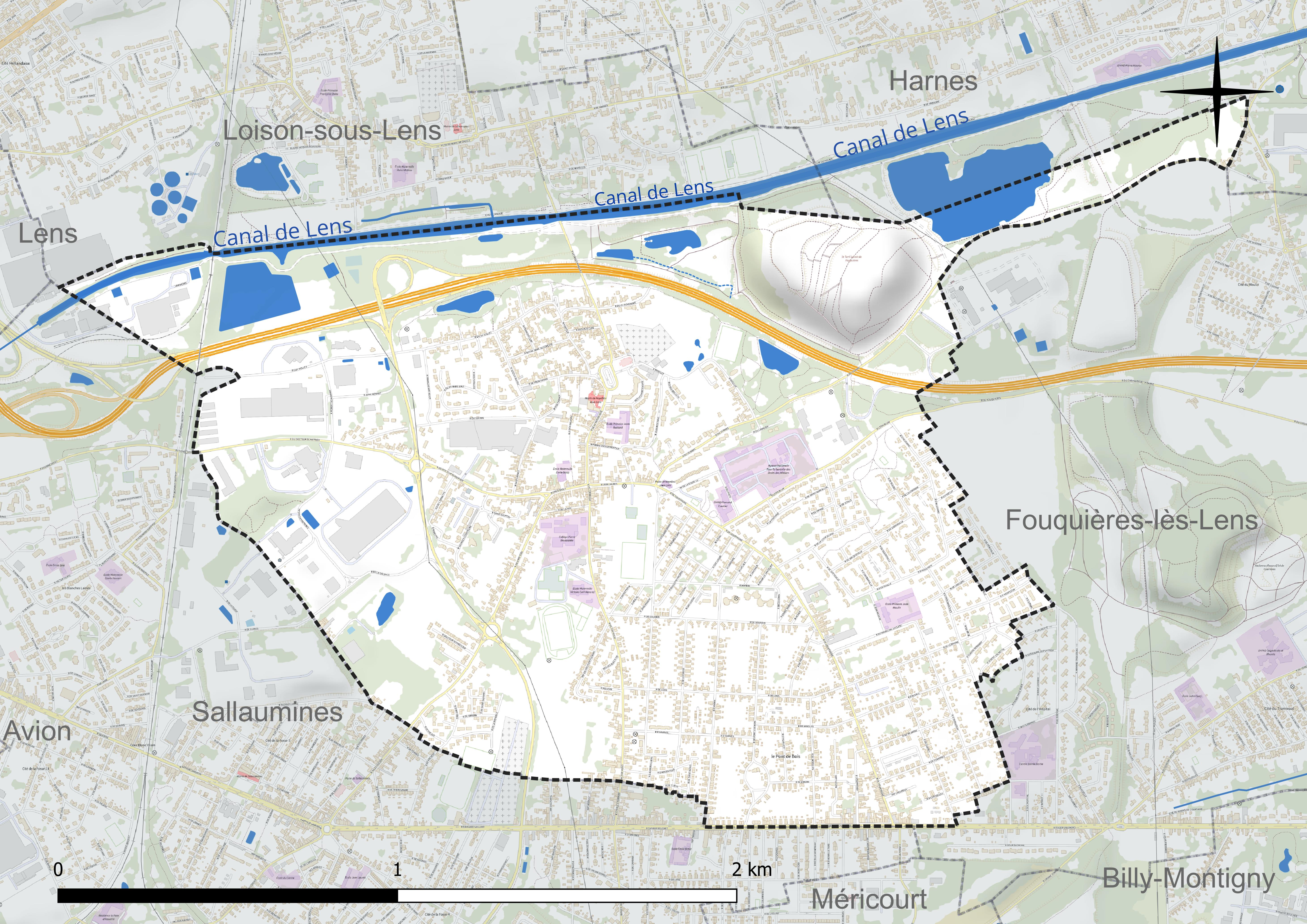
Réseau hydrographique de Noyelles-sous-Lens.

### Climat
Pour des articles plus généraux, voir Climat des Hauts-de-France et Climat du Pas-de-Calais.
En 2010, le climat de la commune est de type climat océanique dégradé des plaines du Centre et du Nord, selon une étude du CNRS s'appuyant sur une série de données couvrant la période 1971-2000. En 2020, Météo-France publie une typologie des climats de la France métropolitaine dans laquelle la commune est exposée à un climat océanique et est dans la région climatique Nord-est du bassin Parisien, caractérisée par un ensoleillement médiocre, une pluviométrie moyenne régulièrement répartie au cours de l’année et un hiver froid (3 °C).
Pour la période 1971-2000, la température annuelle moyenne est de 10,5 °C, avec une amplitude thermique annuelle de 14,4 °C. Le cumul annuel moyen de précipitations est de 738 mm, avec 12,4 jours de précipitations en janvier et 8,9 jours en juillet. Pour la période 1991-2020, la température moyenne annuelle observée sur la station météorologique la plus proche, située sur la commune de Douai à 16 km à vol d'oiseau, est de 11,0 °C et le cumul annuel moyen de précipitations est de 729,2 mm,. Pour l'avenir, les paramètres climatiques de la commune estimés pour 2050 selon différents scénarios d'émission de gaz à effet de serre sont consultables sur un site dédié publié par Météo-France en novembre 2022.

## Urbanisme

### Typologie
Au 1er janvier 2024, Noyelles-sous-Lens est catégorisée grand centre urbain, selon la nouvelle grille communale de densité à sept niveaux définie par l'Insee en 2022.
Elle appartient à l'unité urbaine de Douai-Lens, une agglomération inter-départementale regroupant 67  communes, dont elle est une commune de la banlieue,,. Par ailleurs la commune fait partie de l'aire d'attraction de Lens - Liévin, dont elle est une commune du pôle principal,. Cette aire, qui regroupe 50 communes, est catégorisée dans les aires de 200 000 à moins de 700 000 habitants,.

### Occupation des sols
L'occupation des sols de la commune, telle qu'elle ressort de la base de données européenne d’occupation biophysique des sols Corine Land Cover (CLC), est marquée par l'importance des territoires artificialisés (90,8 % en 2018), en augmentation par rapport à 1990 (84,7 %). La répartition détaillée en 2018 est la suivante : 
zones urbanisées (70,2 %), zones industrielles ou commerciales et réseaux de communication (11,8 %), mines, décharges et chantiers (8,8 %), zones agricoles hétérogènes (7,8 %), milieux à végétation arbustive et/ou herbacée (1,4 %). L'évolution de l’occupation des sols de la commune et de ses infrastructures peut être observée sur les différentes représentations cartographiques du territoire : la carte de Cassini (XVIIIe siècle), la carte d'état-major (1820-1866) et les cartes ou photos aériennes de l'IGN pour la période actuelle (1950 à aujourd'hui).

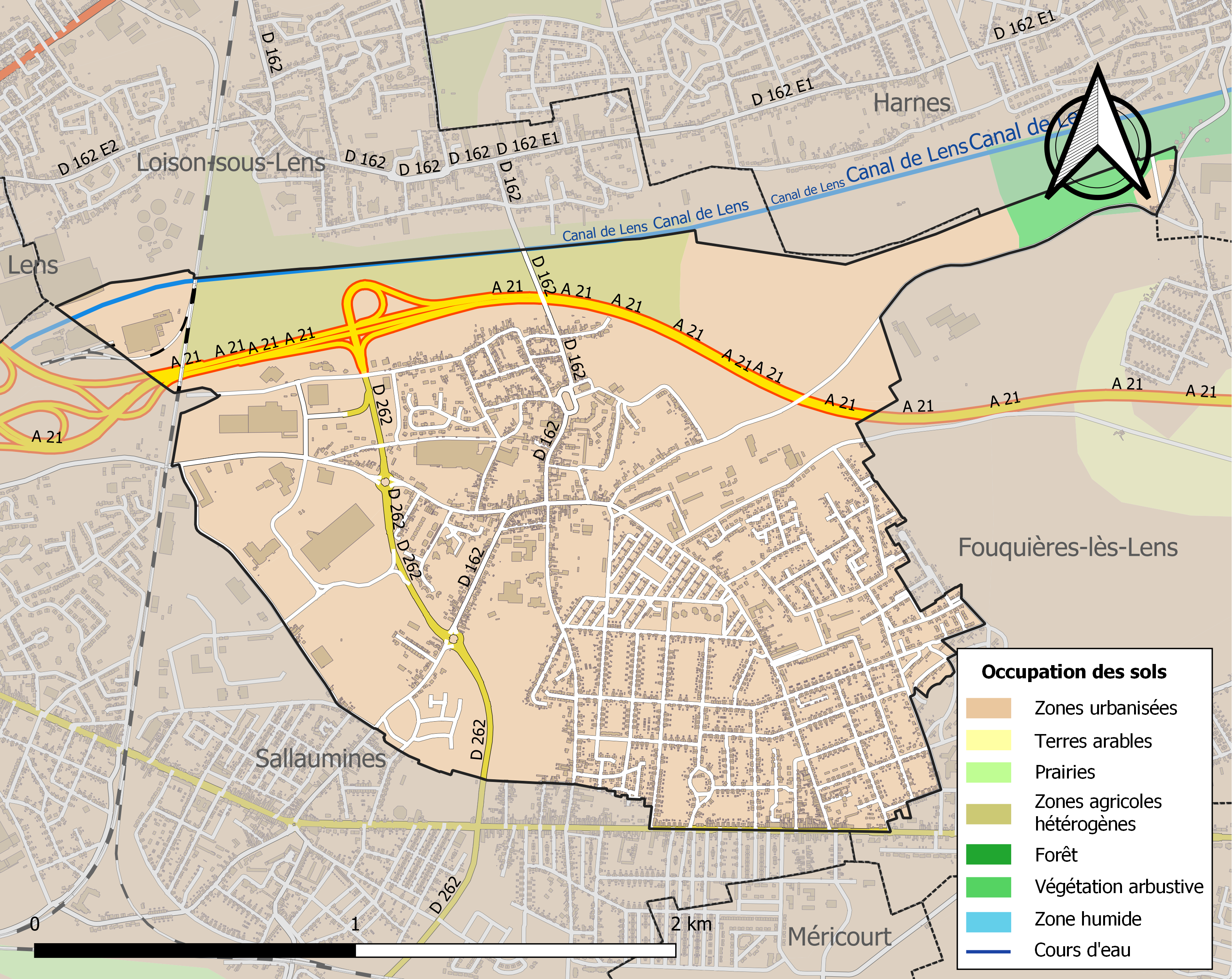
Carte des infrastructures et de l'occupation des sols de la commune en 2018 (CLC).

### Logement
En 2021, le nombre total de logements dans la commune était de 3 281, alors qu'il était de 3 252 en 2015 et de 3 216 en 2010
, soit une progression du nombre total de logements de 2,0 % depuis 2010.
Parmi ces 3 281 logements, 92,6 % étaient des résidences principales, (soit 3 038 logements), 0,3 % des résidences secondaires et 7,0 % des logements vacants. Ces logements étaient pour 86,1 % d'entre eux des maisons individuelles et pour 13,8 % des appartements.
Sur les 3 038 résidences principales, 33,1 % sont occupées par des propriétaires (58 % dans le Pas-de-Calais), 64,5 % par des locataires (40,4 % dans le Pas-de-Calais) et 2,4 % par des personnes logées gratuitement.
Le tableau ci-dessous présente la typologie des logements à Noyelles-sous-Lens en 2021 en comparaison avec celle du Pas-de-Calais et de la France entière. Une caractéristique marquante du parc de logements est ainsi la faible proportion des résidences secondaires et logements occasionnels (0,3 %) par rapport au département (6,5 %) et à la France entière (9,7 %) ainsi que d'une proportion de logements vacants (7,0 %) inférieure à celle du département (7,3 %) et de la France entière (8,1 %).
| Typologie                                               | Noyelles-sous-Lens | Pas-de-Calais | France entière |
| ------------------------------------------------------- | ------------------ | ------------- | -------------- |
| Résidences principales (en %)                           | 92,6               | 86,1          | 82,2           |
| Résidences secondaires et logements occasionnels (en %) | 0,3                | 6,5           | 9,7            |
| Logements vacants (en %)                                | 7,0                | 7,3           | 8,1            |

## Toponymie
Le nom de la localité est attesté sous les formes Noyella en 1129 ; Nigella juxta Lens en 1171 ; Noella en 1190 ; Noella juxta Betricurt au XIIe siècle ; Noele en 1245 ; Noyele en 1247 ; Noiele en 1290 ; Noiella juxta Lens en 1306 ; Noielle-dessous-Lens en 1323 ; Noyelle en 1378 ; Noyelles sous la ville de Lens en 1591 ; Noyelles sous Lens en 1793 ; Noyelles et Noyelles-sous-Lens depuis 1801.
Il s'agit d'un toponyme gaulois composé de *novio, latinisé en Nigella aux IXe et Xe siècles (« neuf, nouveau » → voir Noyon) et *ialo- (« clairière, lieu défriché, essart » → voir Neuilly et Noailles).

## Histoire
Jean de Noyelles sous Lens, Lancelot de Noyelles sous Lens et Pierre de Noyelles sous Lens, combattent et trouvent la mort lors de la bataille d'Azincourt en 1415.
En mars 1614, par lettres données à Bruxelles, la terre et seigneurie de Noyelles, tenue du château de Lens, est érigé en comté en faveur de Hugues de Noyelles, seigneur du lieu et désormais comte, de Stade, Lo (Belgique), Roosebeke, Calonne-Ricouart, gentilhomme de la bouche (panetier) des archiducs Albert d'Autriche et Isabelle-Claire-Eugénie d'Autriche.

### Première Guerre mondiale
La commune est décorée de la croix de guerre 1914-1918 par décret du 25 septembre 1920, distinction également attribuée à 276 autres communes du Pas-de-Calais.

### Années 1920

#### Immigration polonaise
Tout comme le reste du bassin minier, Noyelles-sous-Lens a accueilli des mineurs et leurs familles venus dans le cadre de l'immigration polonaise en France dans les années 1920.

#### La fosseno23
L'ouverture de ce puits remonte au 22 août 1928. Le puits est creusé par la Compagnie des mines de Courrières.
La fosse fonctionne à partir de 1929. La profondeur totale du puits atteint 512 mètres.
La fosse a la particularité de ne posséder qu'un seul puits sur son carreau, ce qui, avec les fosses 1 et 2, fait exception dans la Compagnie des mines de Courrières.

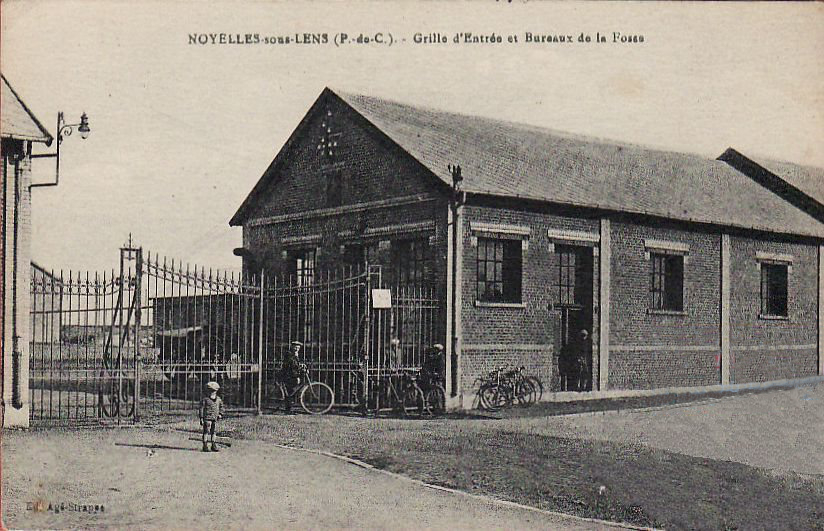
L'entrée principale de la fosse 23 de Noyelles.

Le 17 mars 1952, la fosse 23 est concentrée sur la fosse 9/17 d'Harnes. L'extraction cesse définitivement le 16 juin 1952.
La production totale est alors de 4 351 000 tonnes de charbon.

### Seconde Guerre mondiale
La ville est occupée par l'Allemagne nazie pendant la Seconde Guerre mondiale, quand elle est placée sous administration militaire allemande.
C'est dans la commune proche de Montigny-en-Gohelle, dans le Pas-de-Calais, à la fosse 7 de la Compagnie des mines de Dourges, que la grève patriotique des cent mille mineurs du Nord-Pas-de-Calais en mai-juin 1941 a démarré, avec Émilienne Mopty et Michel Brulé (1912-1942), privant les Allemands de 93 000 tonnes de charbon pendant près de deux semaines. C'est l'un des premiers actes de résistance collective à l'occupation nazie en France et le plus important en nombre, qui se solda par 414 arrestations en trois vagues, la déportation de 270 personnes, 130 mineurs étant par ailleurs fusillés à la Citadelle d'Arras. Après-guerre, la commune est aussi au centre de trois événements nationaux, la bataille du charbon (1945-1947), suivie de la grève des mineurs de 1947 et de celle de 1948.

### Le centre de formation
En 1946, le Centre de formation du Groupe d'Hénin-Liétard est installé sur une partie du carreau.
Dans les années 1960, le Centre est le lieu de passage obligé des travailleurs marocains recrutés au Maroc par les Houillères. En quatre semaines, ils doivent acquérir les bases du métier de mineur, et quelques notions de la langue française pour ceux qui ne la pratiquent pas
La fosse servira encore pour le service du personnel et du matériel pour le 9/17 jusqu'au 1er janvier 1967, date où le 9/17 est rattaché au 21/22.
Le puits est remblayé en 1968 et le chevalement est abattu en mars 1969.
Le centre de formation est maintenu jusque dans les années 1980.

### Le Centre national de gestion des retraités
En 1985, création du Centre national de gestion des retraités (CNGR) qui assure la gestion et le service des avantages en nature et des prestations à la charge de l’employeur aux anciens agents des Houillères du bassin du Nord et du Pas-de-Calais (HBNPC). Le siège se trouvera dans les anciens bâtiments de la fosse 23. Viendront par la suite, ceux des Houillères du Bassin du Centre et du Midi (HBCM), de Charbonnages de France (CDF), du Centre d'études et de recherches des Charbonnages de France (CERCHAR) en 1987, et enfin aux anciens agents des Houillères du Bassin de Lorraine (HBL) en 1989. Ce centre deviendra par la suite Association nationale de gestion des retraites, établissement public dépendant de Charbonnages de France.
Parution au Journal officiel du 4 février 2004 de la loi no 2004-105 du 3 février 2004 portant création de l’Agence nationale pour la garantie des droits des mineurs (ANGDM), elle remplace désormais l'ANGR. Son décret d’application est signé le 23 décembre 2004.

## Politique et administration

### Découpage territorial
La commune se trouve dans l'arrondissement de Lens du département du Pas-de-Calais.

#### Commune et intercommunalités
La commune est membre de la communauté d'agglomération de Lens-Liévin qui regroupe 36 communes et totalise 242 587 habitants en 2021.

#### Circonscriptions administratives
La commune est rattachée au canton d'Harnes.

#### Circonscriptions électorales
Pour l'élection des députés, la commune fait partie de la troisième circonscription du Pas-de-Calais.

### Élections municipales et communautaires

#### Élections municipales 2020
- Maire sortant : Alain Roger (DVG)
- 29 sièges à pourvoir au conseil municipal (population légale 2017 : 6 561 habitants)
- 2 sièges à pourvoir au conseil communautaire (CA de Lens-Liévin)

| Tête de liste            | Tête de liste    | Liste | Premier tour | Premier tour | Sièges | Sièges |
| Tête de liste            | Tête de liste    | Liste | Voix         | %            | CM     | CC     |
| ------------------------ | ---------------- | ----- | ------------ | ------------ | ------ | ------ |
|                          | Alain Roger,     | DVG   | 1 377        | 68,54        | 25     | 2      |
|                          | Philippe Reppert | SE    | 632          | 31,45        | 4      | 0      |
|                          |                  |       |              |              |        |        |
| Votes valides            |                  |       |              |              |        |        |
| Votes blancs             |                  |       |              |              |        |        |
| Votes nuls               |                  |       |              |              |        |        |
| Total                    | Total            | Total |              | 100          |        |        |
| Abstention               |                  |       |              |              |        |        |
| Inscrits / participation |                  |       |              |              |        |        |

#### Liste des maires
| Période                                  | Période                   | Identité          | Étiquette     | Qualité |
| ---------------------------------------- | ------------------------- | ----------------- | ------------- | --- |
| Les données manquantes sont à compléter. |                           |                   |               | |
| 1882                                     | 1921                      | M. Gallet         |               | Brasseur Père d'Auguste Gallet |
| Les données manquantes sont à compléter. |                           |                   |               | |
| 1924                                     | mai 1967                  | Auguste Gallet    | PRS puis SFIO | Commerçant, propriétaire Décédé en fonction |
| 1967                                     | après 1970                | Georges Cerf      |               | Ancien adjoint, maire honoraire |
| Les données manquantes sont à compléter. |                           |                   |               | |
| mars 1977                                | mai 2000                  | Fernand Cuvellier | PS            | Ancien employé de mairie puis caissier à la caisse de secours minière de Billy-Montigny Vice-président du District de l'agglomération de Lens-Liévin Démissionnaire |
| mai 2000                                 | mars 2008                 | Hervé Janiszewski | PS            | Professeur en génie électrique, maire honoraire Vice-président de la CA de Lens-Liévin                                                                              |
| mars 2008                                | En cours (au 31 mai 2020) | Alain Roger       | DVG           | Employé administratif d'entreprise 12e vice-président de la CA de Lens-Liévin Réélu pour le mandat 2014-2020, Réélu pour le mandat 2020-2026                        |

### Jumelages
La commune est jumelée avec :
| Ville | Ville       | Pays | Pays    | Période     |
| ----- | ----------- | ---- | ------- | ----------- |
|       | Roundstone, |      | Irlande | depuis 2002 |
|       | Szczecinek, |      | Pologne | depuis 1984 |

## Population et société

### Démographie

#### Évolution démographique
L'évolution du nombre d'habitants est connue à travers les recensements de la population effectués dans la commune depuis 1793. Pour les communes de moins de 10 000 habitants, une enquête de recensement portant sur toute la population est réalisée tous les cinq ans, les populations de référence des années intermédiaires étant quant à elles estimées par interpolation ou extrapolation. Pour la commune, le premier recensement exhaustif entrant dans le cadre du nouveau dispositif a été réalisé en 2007.

En 2022, la commune comptait 6 757 habitants, en évolution de +1,52 % par rapport à 2016 (Pas-de-Calais : −0,72 %, France hors Mayotte : +2,11 %).
| 1793 | 1800 | 1806 | 1821 | 1831 | 1836 | 1841 | 1846 | 1851 |
| ---- | ---- | ---- | ---- | ---- | ---- | ---- | ---- | ---- |
| 557  | 512  | 578  | 603  | 656  | 631  | 660  | 618  | 628  |

| 1856 | 1861 | 1866 | 1872 | 1876 | 1881 | 1886  | 1891  | 1896  |
| ---- | ---- | ---- | ---- | ---- | ---- | ----- | ----- | ----- |
| 658  | 691  | 740  | 754  | 832  | 943  | 1 057 | 1 238 | 1 469 |

| 1901  | 1906  | 1911  | 1921  | 1926  | 1931  | 1936  | 1946  | 1954  |
| ----- | ----- | ----- | ----- | ----- | ----- | ----- | ----- | ----- |
| 1 773 | 2 254 | 2 486 | 1 614 | 6 212 | 7 634 | 6 697 | 7 765 | 9 012 |

| 1962   | 1968  | 1975  | 1982  | 1990  | 1999  | 2006  | 2007  | 2012  |
| ------ | ----- | ----- | ----- | ----- | ----- | ----- | ----- | ----- |
| 10 049 | 9 834 | 8 779 | 8 188 | 7 687 | 7 359 | 7 041 | 6 991 | 6 803 |

| 2017  | 2022  | - | - | - | - | - | - | - |
| ----- | ----- | - | - | - | - | - | - | - |
| 6 561 | 6 757 | - | - | - | - | - | - | - |

#### Pyramide des âges
En 2018, le taux de personnes d'un âge inférieur à 30 ans s'élève à 34,9 %, soit en dessous de la moyenne départementale (36,7 %). À l'inverse, le taux de personnes d'âge supérieur à 60 ans est de 27,5 % la même année, alors qu'il est de 24,9 % au niveau départemental.
En 2018, la commune comptait 3 091 hommes pour 3 555 femmes, soit un taux de 53,49 % de femmes, légèrement supérieur au taux départemental (51,50 %).
Les pyramides des âges de la commune et du département s'établissent comme suit.
| Hommes | Classe d’âge | Femmes |
| ------ | ------------ | ------ |
| 0,6    | 90 ou +      | 2,2    |
| 7,2    | 75-89 ans    | 14,8   |
| 14,6   | 60-74 ans    | 15,1   |
| 21,6   | 45-59 ans    | 19,2   |
| 18,6   | 30-44 ans    | 15,9   |
| 17,9   | 15-29 ans    | 16,6   |
| 19,5   | 0-14 ans     | 16,1   |

| Hommes | Classe d’âge | Femmes |
| ------ | ------------ | ------ |
| 0,5    | 90 ou +      | 1,6    |
| 5,6    | 75-89 ans    | 8,9    |
| 16,7   | 60-74 ans    | 18,1   |
| 20,2   | 45-59 ans    | 19,2   |
| 18,9   | 30-44 ans    | 18,1   |
| 18,2   | 15-29 ans    | 16,2   |
| 19,9   | 0-14 ans     | 17,9   |

## Économie

### Revenus de la population et fiscalité
En 2021, la commune compte 2 869 ménages fiscaux, regroupant 6 215 personnes.
Le revenu fiscal médian par ménage, le taux de pauvreté des ménages et la part des ménages fiscaux imposés de la commune, du département du Pas-de-Calais et de la métropole sont les suivants :
- le revenu fiscal médian par ménage de la commune est de 17 590 €, inférieur à celui du département du Pas-de-Calais (20 720 €) et inférieur à celui de la France métropolitaine (23 080 €)[Insee 6],[Insee 7],[Insee 8] ;
- le taux de pauvreté des ménages de la commune est de 26 %, de 18,4 % au niveau du département et de 14,9 % au niveau de la métropole[Insee 9],[Insee 10],[Insee 11] ;
- la part des ménages fiscaux imposés dans la commune est de 30 %, de 44,1 % au niveau du département et de 53,4 % au niveau de la métropole[Insee 6],[Insee 7],[Insee 8].

## Culture locale et patrimoine

### Lieux et monuments
- L'église Saint-Amand.
- Le monument aux morts de la catastrophe de Courrières (10 mars 1906).
- Le monument aux morts de la Première Guerre mondiale[42].
- La fosse 23 de Noyelles-sous-Lens, qui est reconvertie après sa fermeture en centre de gestion du personnel des Houillères (voir plus haut). Ce qui a permis la conservation de nombreux bâtiments, dont la mine-image souterraine (reconstitution à quelques mètres de profondeur, des galeries du fond pour la formation des apprentis-mineurs, les élèves y descendaient par une galerie faiblement pentée).

En 2012, les bureaux, locaux sociaux, bains douches, baraque à outils, lampisterie, poste de transformation électrique, magasin, ateliers, chaufferie et centre de formation aux métiers de la mine sont encore visibles. C'est un des sites miniers du bassin Nord-Pas-de-Calais à posséder encore un grand nombre de bâtiments d'époque. Des fondations des machines et des équipements miniers sont également visibles sur une partie du site.

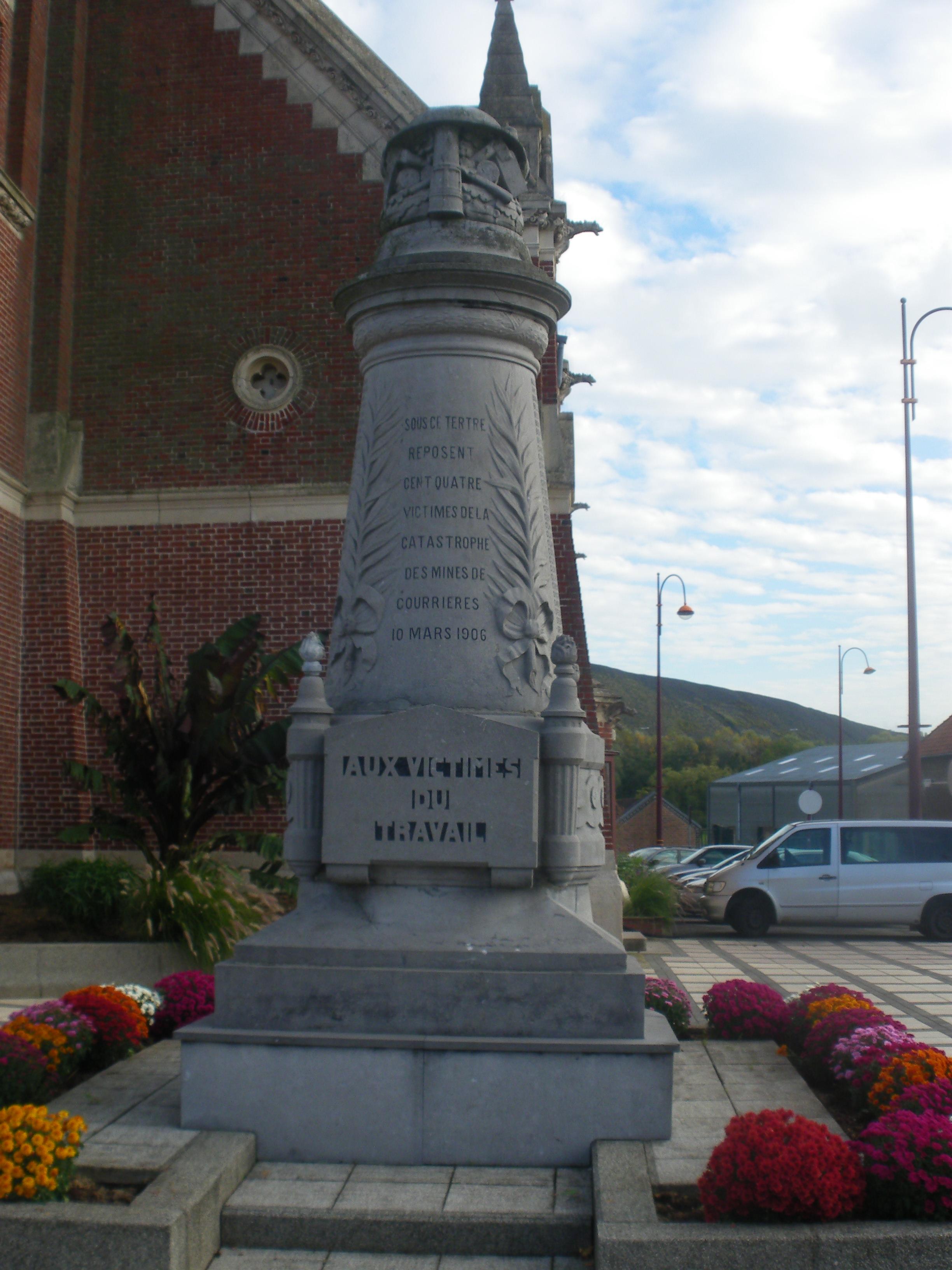
Le monument aux morts de la catastrophe de Courrières.
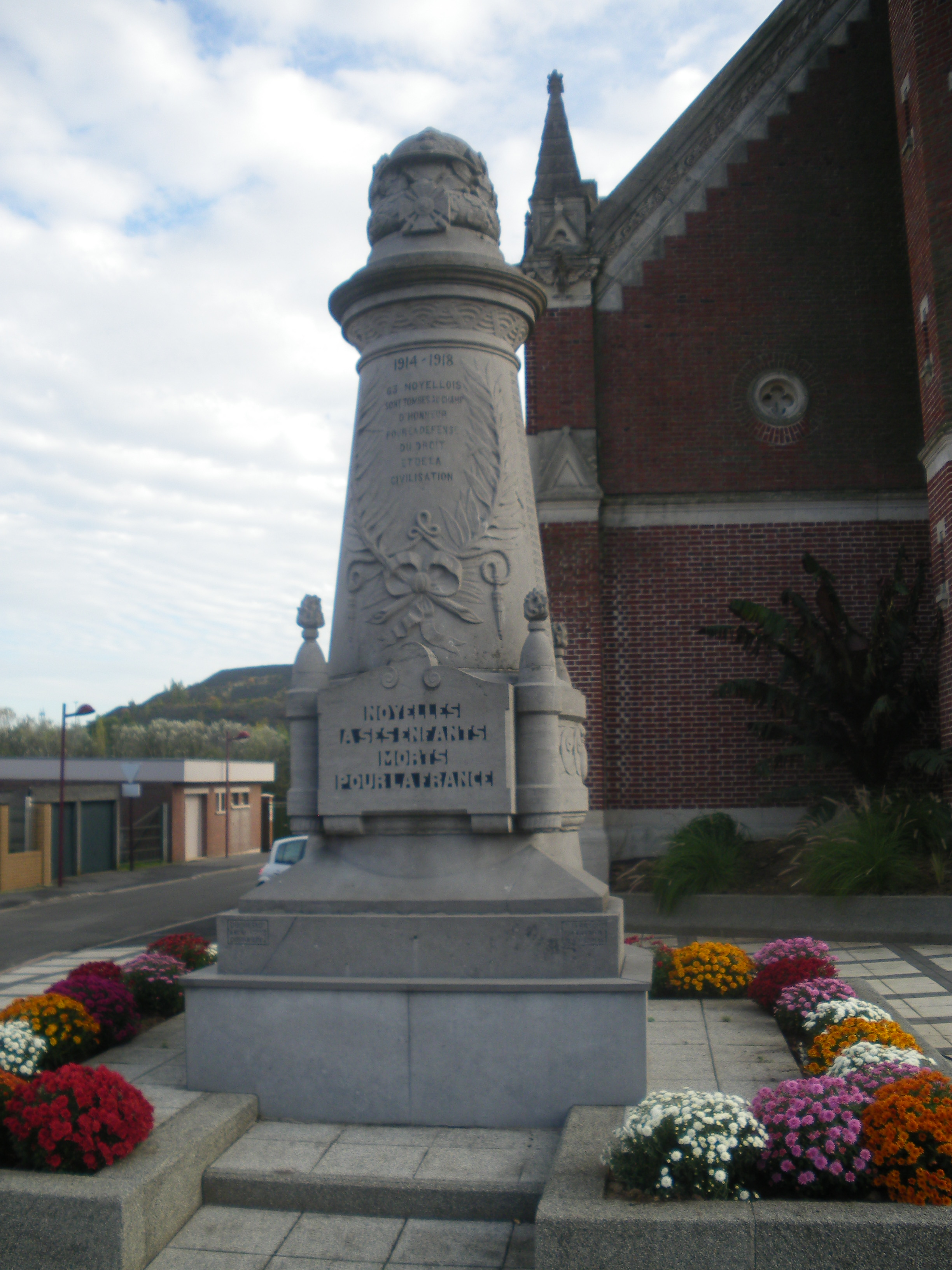
Le monument aux morts.
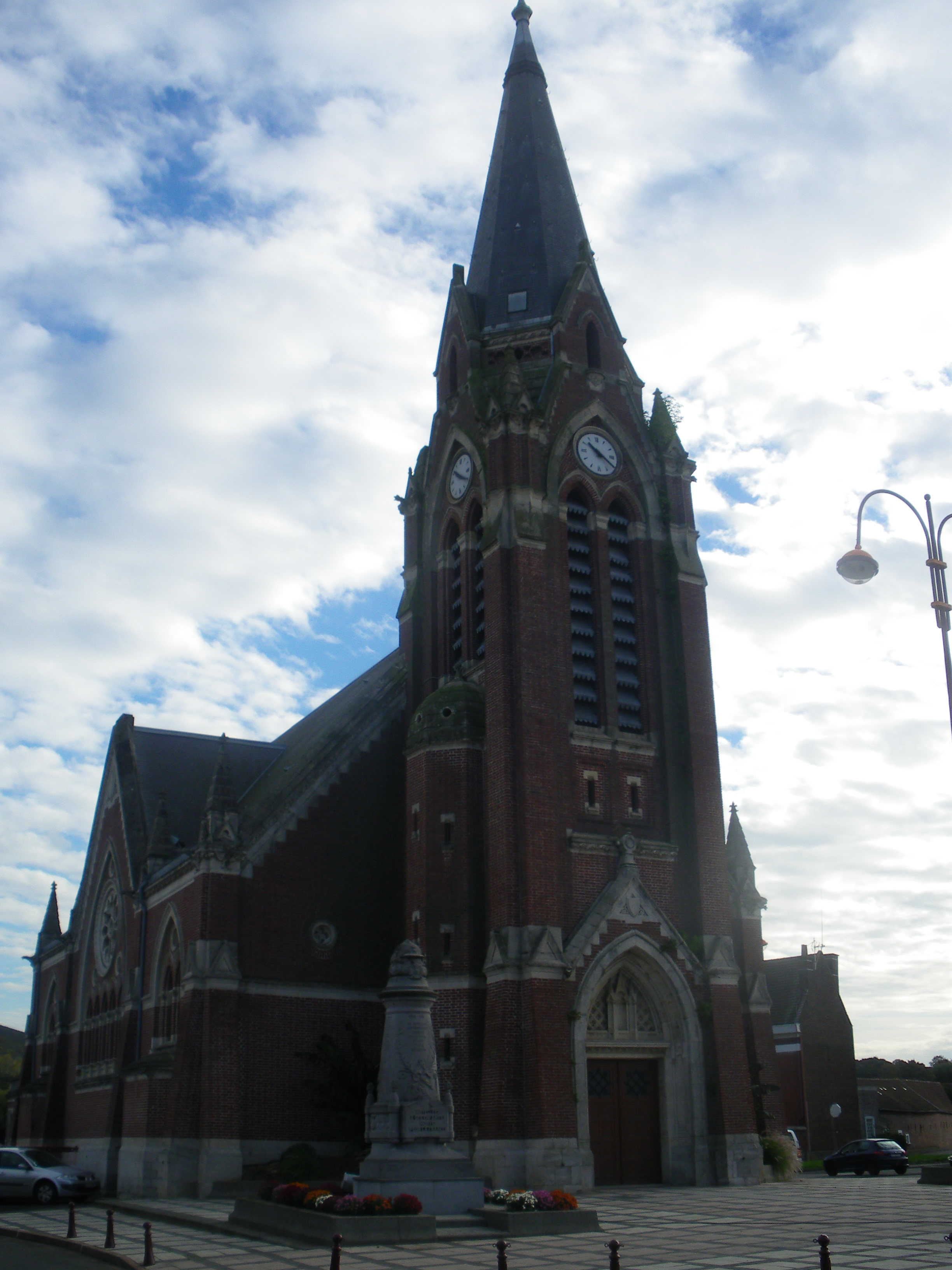
L'église Saint-Amand.

### Personnalités liées à la commune
- Henri Caron (1924-2002), champion du monde de marche athlétique, né dans la commune.
- François Ludo (1930-1992), footballeur international français, né dans la commune[43],[44].
- Edita Piekha (1937-), chanteuse russe très populaire durant la deuxième moitié du XXe siècle, elle dispose de sa propre étoile sur le Star Square de Moscou, née dans la commune.
- Bronisław Bebel, (1949-), est un ancien joueur polonais de volley-ball, a habité à Noyelles-sous-Lens.
- Benoît Cori, (1982-), trailer, né dans la commune.

### Héraldique
| Blason de Noyelles-sous-Lens | Blason  | Écartelé : aux 1er et 4e bandé d'or et de gueules de huit pièces, aux 2e de gueules à la croix de guerre d'or, au 3e de gueules à la herse d'or. Ornements extérieursCroix de guerre 1914-1918 |
| Blason de Noyelles-sous-Lens | Détails | Adopté par la municipalité juste après la Première Guerre mondiale. |

## Pour approfondir

#### Bases de données, dictionnaires et encyclopédies
- Ressources relatives à la géographie :   - Insee (communes)
  - Ldh/EHESS/Cassini
- Ressource relative à la santé :   - Fichier national des établissements sanitaires et sociaux
- Ressource relative à plusieurs domaines :   - Annuaire du service public français
- Ressource relative à la musique :   - MusicBrainz
- Notices d'autorité :   - VIAF
  - BnF (données)
  - IdRef
  - LCCN
  - Israël